# Шиллер, Карл
Карл Август Фриц Шиллер (нем. Karl August Fritz Schiller; 11 апреля 1911, Бреслау — 26 декабря 1994, Гамбург) — государственный деятель ФРГ, федеральный министр, профессор экономики.

## Биография
С 1931 году изучал экономику и право в университетах Киля, Франкфурта-на-Майне, Берлина и Гейдельберга. В 1935—1941 научный сотрудник Института мировой экономики в Киле.
В 1933 году вступил в СА. В 1937 году вступил в НСДАП, чтобы иметь больше возможностей для занятия наукой. В 1941—1945 годах солдат вермахта.
С 1946 года член СДПГ. С 1947 года профессор экономики Гамбургского университета. В 1948—1953 годах сенатор Гамбурга по экономике и транспорту. В 1956—1958 ректор Гамбургского университета.
В 1961—1965 годах сенатор Западного Берлина по экономике в команде правящего бургомистра Вилли Брандта.
Принимал активное участие в экономических дискуссиях как сторонник кейнсианства. Своё представление об экономике сформулировал в афористичной форме: «Рынка должно быть столько, сколько возможно. А государства — столько, сколько необходимо».

### В федеральном правительстве
В 1965—1972 депутат бундестага. После формирования в 1966 большой коалиции ХДС/ХСС и СДПГ стал министром экономики. Тесно сотрудничал с занимавшим пост министра финансов лидером ХСС Ф. Й. Штраусом, из-за этого они получили прозвище «Плих и Плюх» (так звали щенков — персонажей юмористического стихотворения).
Шиллер проводил политику согласованных действий правительства, профсоюзов и работодателей с целью достижения четырёх целей (получивших название магического квадрата): стабильность цен, низкая безработица, устойчивый экономический рост, равновесие платежного баланса.
Сохранил пост министра экономики в сформированном в 1969 правительстве Брандта—Шееля. В 1970 подписал вместе с министром внешней торговли СССР Н. С. Патоличевым соглашение о сделке века «газ-трубы».
В 1971 году возглавил одновременно и министерство финансов, пресса стала называть Шиллера «суперминистром».
7 июля 1972 ушёл в отставку из-за несогласия с решениями канцлера В. Брандта об увеличении расходов бюджета.

### После ухода из правительства
Через несколько недель после отставки вышел из СДПГ и перед выборами в бундестаг в ноябре 1972 агитировал совместно с Людвигом Эрхардом за ХДС/ХСС. Выборы стали самыми успешными для социал-демократов в послевоенной истории, а политическая карьера Шиллера завершилась.
В 1980 благодаря личным усилиям Й. Рау Шиллер вернулся в СДПГ.

### Личная жизнь
Был женат три раза, имел четырёх детей. Интересовался джазом.